# مارکوس نیسپل
مارکوس نیسپل (آلمانی: Marcus Nispel؛ زادهٔ ۲۶ مهٔ ۱۹۶۳) کارگردان آلمانی-آمریکایی است. وی کارگردانی فیلم کشتار با اره‌برقی در تگزاس (۲۰۰۳) که بازسازی فیلمی به همین نام ساختهٔ توبی هوپر است را در کارنامهٔ خود دارد.